# الوراثة والإجهاض
الوراثة والإجهاض، يعدّ موضوعًا ثانويًا لجدل الإجهاض وحركات حقوق المعاقين. أدت أشكال التشخيص ما قبل الولادة مثل بزل السلى وتخطيط الصدى الطبي، إلى إتاحة الكشف عن وجود اضطرابات خلقية في الجنين قبل الولادة، والإجهاض الانتقائي بسبب الإعاقة على وجه التحديد، وهو إجهاض الأجنة التي اكتُشف فيها عيوب ذهنية أو جسدية غير مميتة من خلال اختبار ما قبل الولادة. تُجرى العديد من اختبارات ما قبل الولادة بشكل روتيني، مثل اختبار متلازمة داون. تواجه النساء اللواتي يكتشفن أنهن يحملن أجنة بإعاقة قرار الإجهاض أو الاستعداد لتربية طفل معاق.

## شرعيةالإجهاض
يتاح الإجهاض في العديد من البلدان عند الطلب حتى فترة معينة من الحمل، دون الأخذ في سبب رغبة الأم في الإجهاض، بينما تُحظر جميع عمليات الإجهاض في عدد قليل من البلدان، بما في ذلك حالات الحمل التي تهدد حياة الأم، وتشمل تلك البلدان الفاتيكان والسلفادور وشيلي ومالطا. قد تقيد البلدان أيضًا الإجهاض حتى لو كان الطفل مصابًا بعيب وراثي. تشمل البلدان التي تسمح بالإجهاض إذا كانت الأم في خطر ولكنها لا تسمح بالإجهاض إذا كان الجنين يعاني من اضطراب جيني، إيران وأيرلندا والمكسيك وجمهورية الدومينيكان.
كما أن الأديان لها موقف محدد في وجه الإجهاض كما في الإسلام والمسيحية وغيرها وهذا عامل مؤثر جداً على قرار الإجهاض.
فمثلاً في الإسلام يقول الإمام الأكبر أحمد الطيب:
ـ من يقولون بإباحة إجهاض الجنين المشوّه، تفاديا لما قد تتعرض له أسرته في المستقبل من ألم نفسيّ ، واهمون يركضون خلف سراب خادع.

كما جاء في مقدمة وثيقة الأخوّة الإنسانية:
إنَّ هَدَفَ الأديانِ الأوَّلَ والأهمَّ هو الإيمانُ بالله وعبادتُه، وحَثُّ جميعِ البَشَرِ على الإيمانِ بأنَّ هذا الكونَ يَعتَمِدُ على إلهٍ يَحكُمُه، هو الخالقُ الذي أَوْجَدَنا بحِكمةٍ إلهيَّةٍ، وأَعْطَانَا هِبَةَ الحياةِ لنُحافِظَ عليها، هبةً لا يَحِقُّ لأيِّ إنسانٍ أن يَنزِعَها أو يُهَدِّدَها يَتَصرَّفَ بها كما يَشاءُ، بل على الجميعِ المُحافَظةُ عليها منذُ بدايتِها وحتى نهايتِها الطبيعيَّةِ؛ لذا نُدِينُ كُلَّ المُمارَسات التي تُهدِّدُ الحياةَ؛ كالإبادةِ الجماعيَّةِ، و...., والإجهاضِ, و... .
ليست كل العلامات الجينية التي يمكن فحصها مرتبطة بالمرض، مما يترك الباب مفتوحًا أمام احتمال أن يختار الآباء الإجهاض بناءً على التفضيل الشخصي بدلًا من تجنب المرض. يُحظر الإجهاض الانتقائي بسبب الجنس على وجه التحديد في بعض الولايات القضائية. يشعر العديد من الناشطين المناهضين للإجهاض بالقلق من أن الاختبارات الجينية ستعطي النساء أعذارًا لإجراء عمليات الإجهاض. يُعتقد أن الاختبارات الجينية ستتيح ثروة معرفية حول صحة الطفل مستقبلًا.

## الاختباراتالجينية
تُتاح فحوص متلازمة داون كجزء روتيني من رعاية ما قبل الولادة في بعض البلدان. يوصي الكونغرس الأمريكي أطباء النساء والتوليد بتقديم فحوصات مختلفة لمتلازمة داون لجميع النساء الحوامل، بغض النظر عن العمر.
لا تعدّ الاختبارات الجينية دقيقةً بشكل كامل، ولكنها يمكن أن تساعد في تحديد ضرورة إجراء المزيد من الاختبارات أو توضيح دواع القلق. يمكن إجراء اختبار متلازمة داون في أوقات مختلفة من الحمل. تختار معظم النساء القيام بذلك في الأشهر الثلاث الأولى، والذي يُجرى على جزأين في الأسبوع الحادي عشر والثالث عشر من الحمل. تشمل هذه الاختبارات الموجات فوق الصوتية لفحص شفافية منطقة معينة في مؤخرة عنق الجنين. قد يشير وجود فائض من السوائل في هذه المنطقة إلى وجود مشكلة طبية مع الجنين. يتضمن الجزء الثاني من الاختبار، فحص الدم الذي يبحث عن مستويات غير طبيعية من بروتين-A المُرتبط بالحمل (PAPP-A) وتحليل مستوى هرمون موجهة الغدد التناسلية المشيمائية بيتا (bHCG) مما قد يشير إلى وجود مشكلة في الجنين.

### التأثير علىالولادات
تحققت العديد من الدراسات- منذ تطوير اختبار ما قبل الولادة غير الغازي- من التأثير على عدد المولودين بمتلازمة داون. وجدت إحدى الدراسات الأوروبية لعام 2020 ارتباط اختبار ما قبل الولادة غير الغازي بانخفاض عدد المولودين سنويًا بمتلازمة داون بمعدل 54%. وجد فريق البحث نفسه في عام 2016 انخفاض عدد الأطفال المولودين بمتلازمة داون سنويًا في الولايات المتحدة بمقدار 33%، وذلك نتيجة الإجهاض الانتقائي بسبب الإعاقة.
توصلت الإحصائيات اليوم إلى أن 90% من الأجنة التي شُخصت بمتلازمة داون عن طريق الفحص الجيني للجنين قد أُجهضت، إلا 2-3% فقط من النساء يوافقن على إكمال الاختبارات الجينية أو فحص الزغابات المشيمية أو بزل السلى، وهي الاختبارات الحالية لتشوهات الكروموسومات. يُعتقد أن حوالي 50% من الأجنة المصابة بمتلازمة داون تُجهض بعد أخذ تلك العوامل بعين الاعتبار.
تعدّ الدنمارك من الدول الرائدة في اعتماد اختبارات ما قبل الولادة ويشيع فيها الإجهاض الانتقائي بسبب الإعاقة. أصبحت الدنمارك في عام 2004 من أوائل الدول في العالم التي تقدم فحص ما قبل الولادة لمتلازمة داون لأي امرأة تطلب ذلك.
تختار جميع النساء تقريبًا إجراء هذا الفحص، ومن بينهن من يقمن بإجراء هذا الفحص ويتلقين تشخيصًا إيجابيًا، فتختار 95% منهن الإجهاض. تذبذب عدد الأطفال المولودين لأبوين اختاروا الاستمرار في الحمل بعد تشخيص متلازمة داون قبل الولادة في الدنمارك من صفر إلى 13 سنويًا، وذلك منذ البدء في إتاحة الاختبار على مستوى الدولة.